# Övre Mörttjärnen (Ljusdals socken, Hälsingland)
Övre Mörttjärnen är en sjö i Ljusdals kommun i Hälsingland och ingår i Ljusnans huvudavrinningsområde. Sjön har en area på 0,0607 kvadratkilometer och ligger 446 meter över havet. Sjön avvattnas av vattendraget Prästskogsån.

## Delavrinningsområde
Övre Mörttjärnen ingår i det delavrinningsområde (688392-148764) som SMHI kallar för Inloppet i Örasjön. Medelhöjden är 452 meter över havet och ytan är 11,38 kvadratkilometer. Det finns inga avrinningsområden uppströms utan avrinningsområdet är högsta punkten. Prästskogsån som avvattnar avrinningsområdet har biflödesordning 3, vilket innebär att vattnet flödar genom totalt 3 vattendrag innan det når havet efter 178 kilometer. Avrinningsområdet består mestadels av skog (69 procent) och sankmarker (24 procent). Avrinningsområdet har 0,06 kvadratkilometer vattenytor vilket ger det en sjöprocent på 0,5 procent.